# Illana
Illana  là một đô thị trong tỉnh Guadalajara, Castile-La Mancha, Tây Ban Nha.